# Die Ragnarok
Die Ragnarok (ラグナレク?, ragunareku) è un manga giapponese scritto e illustrato dal mangaka Jun Shindo, pubblicato per la prima volta dalla casa editrice Kōdansha nel 1998 ed edito in Italia da Panini Comics.

## Trama
La storia narra di Kyo e Jin che devono impedire l'arrivo di un'orda di demoni; il sigillo che li tratteneva è diventato sempre più debole per via dell'odio sulla Terra.